# Enrico Papi

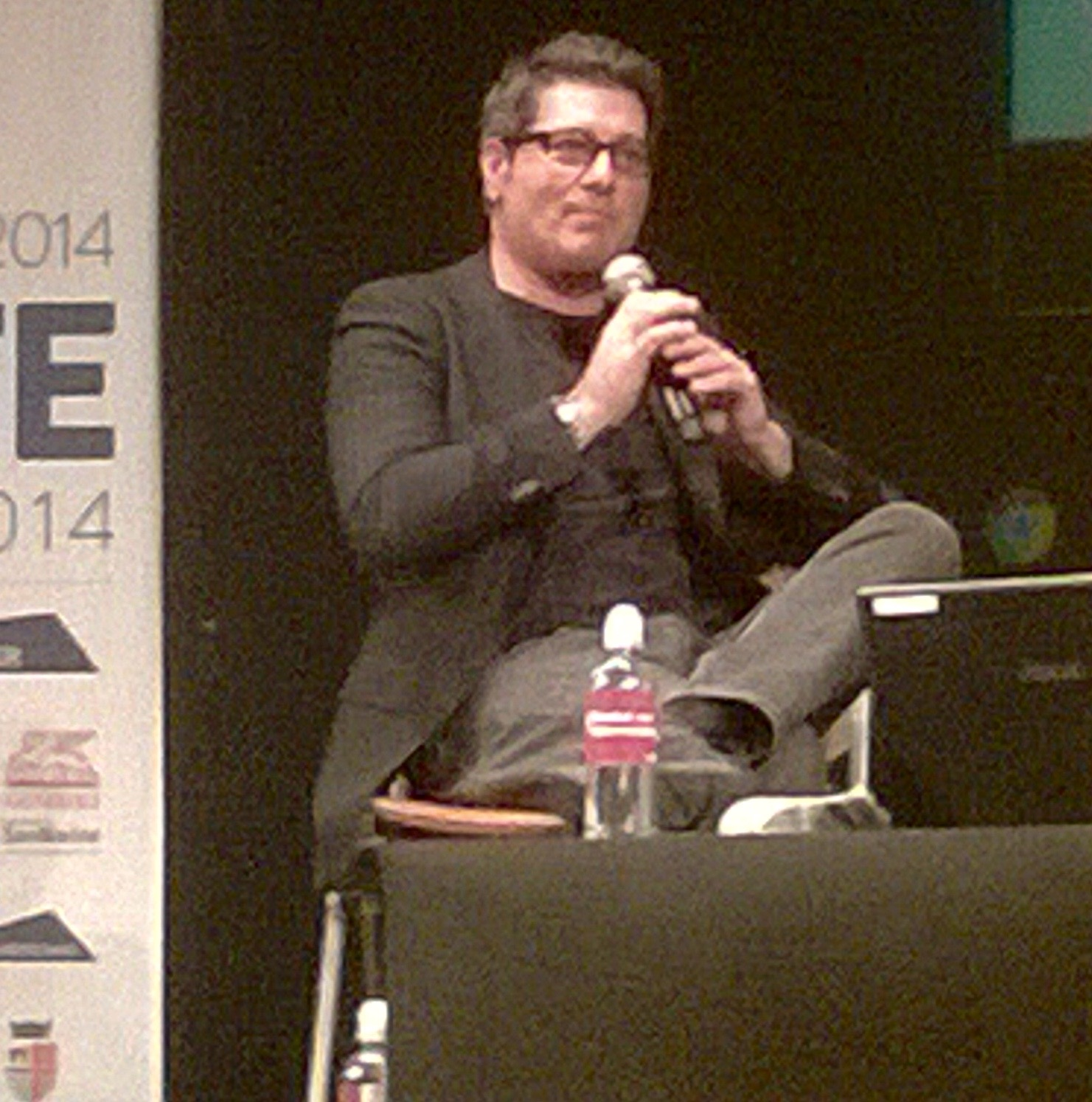
Enrico Papi 2014

Enrico Papi (* 3. Juni 1965 in Rom) ist ein italienischer Fernsehmoderator.

## Karriere
Papi studierte Rechtswissenschaften, schloss das Studium jedoch nicht ab. Er betätigte sich früh als Kabarettist und eröffnete Konzerte von Ivan Graziani und Fiorella Mannoia. Fernsehmoderator Giancarlo Magalli entdeckte ihn und holte ihn in die Sendung Fantastico bis auf Rai 1. Anfang der 90er-Jahre hatte Papi in mehreren Rai-Sendungen kleinere Rollen, bis er als Moderator mit dem Segment Chiacchiere eine eigene Klatschsendung erhielt. Nach Kritik an der Sendung wurde sie von der Rai wieder abgesetzt, woraufhin Papi 1996 ins Privatfernsehen zu Mediaset wechselte.
Auf Canale 5 begann er mit der Klatschsendung Papi quotidiani; es folgten mehrere Beteiligungen an anderen Sendungen (etwa mit Gerry Scotti und Alba Parietti) und ein kurzer Abstecher zu Italia 1. Ab 1997 moderierte er die Sendung Sarabanda, die nach einer Neuausrichtung als Musik-Quiz ein großer Erfolg wurde. Bei steigenden Einschaltquoten hatte Papi vermehrt Auftritte in einer Vielzahl von Mediaset-Sendungen, etwa bei Maurizio Costanzo. 2001 trat er erstmals auch wieder auf Rai 1 auf, als er mit Raffaella Carrà die Aftershow des Sanremo-Festivals 2001 moderierte und das Festival als Backstage-Reporter begleitete. Es folgten weitere Klatschsendungen, Fernsehshows und Quizsendungen. 2006 moderierte er auf Italia 1 die Realityshow La pupa e il secchione, von 2007 bis 2009 zusammen mit Victoria Silvstedt La ruota della fortuna (italienische Version von Glücksrad).
2016 war Papi als Tänzer in Ballando con le stelle (italienische Version von Strictly Come Dancing) auf Rai 1 im Rennen. Im selben Jahr hatte er einen Gastauftritt im Musikvideo zum Nummer-eins-Hit Tutto molto interessante von Fabio Rovazzi. Mit dem satirischen Lied Mooseca (wie der Rovazzi-Song von Danti mitgeschrieben), ausgehend von einem selbst lancierten populären Meme, meldete sich Papi 2017 selbst als Sänger zu Wort.

## Sendungen

### Rai
- Fantastico bis (Rai 1, 1988–1990)
- Unomattina (Rai 1, 1990–1994)
- La Banda dello Zecchino (Rai 1, 1992)
- Unomattina Estate (Rai 1, 1992–1993)
- Fatti e misfatti (Rai 1, 1993)
- Chiacchiere (Rai 1, 1995)
- Chiacchiere di Enrico Papi (Rai 1, 1995–1996)
- Sanremo-Festival 2001 (Rai 1, 2001)
- Dopo il Festival tutti da me (Rai 1, 2001)

### Mediaset
- Papi quotidiani (Canale 5, 1996)
- Tutti in piazza (Canale 5, 1996)
- Verissimo (Canale 5, 1996–1997)
- Edizione straordinaria (Italia 1, 1997)
- Sarabanda (Italia 1, 1997–2004)
- Buona Domenica (Canale 5, 1997–1998)
- Regalo di Natale (Italia 1, 1997)
- Sapore d’estate (Canale 5, 1998)
- Predizioni (Italia 1, 1999)
- Beato tra le donne (Canale 5, 1999)
- Matricole (Italia 1, 2001)
- Il traditore (Italia 1, 2001)
- Anello debole (Italia 1, 2001)
- Miss Universo Italia 2003 (Canale 5, 2002)
- Matricole & Meteore (Italia 1, 2002)
- Papirazzo (Italia 1, 2003–2004)
- ModaMare a Porto Cervo (Canale 5, 2003)
- 3, 2, 1 Baila (Italia 1, 2004)
- L’imbroglione (Canale 5, 2004)
- Il gioco dei 9 (Italia 1, 2004)
- Super Sarabanda (Italia 1, 2005)
- La pupa e il secchione (Italia 1, 2006)
- Distraction (Italia 1, 2007)
- Prendere o lasciare (Italia 1, 2007)
- La ruota della fortuna (Italia 1, 2007–2009)
- Batti le bionde (Italia 1, 2008)
- Jackpot (Canale 5, 2008)
- Il colore dei soldi (Italia 1, 2009)
- La ruota della fortuna - Celebrity edition (Italia 1, 2009–2010)
- CentoxCento (Italia 1, 2010)
- La pupa e il secchione - Il ritorno (Italia 1, 2010)
- Viva Las Vegas (Italia 1, 2010)
- Trasformat (Italia 1, 2010–2011)
- Top One (Italia 1, 2013–2014)

## Filmografie
- 2001: Ravanello pallido – Regie: Gianni Costantino
- 2014: Ambo – Regie: Pierluigi Di Lallo

## Diskografie
Singles

| Jahr | Titel Album | Höchstplatzierung, Gesamtwochen, AuszeichnungChartsChartplatzierungen (Jahr, Titel, Album, Platzierungen, Wochen, Auszeichnungen, Anmerkungen) | Anmerkungen |
| Jahr | Titel Album | IT | Anmerkungen |
| ---- | ----------- | --- | ----------- |
| 2017 | Mooseca!    | IT96 (1 Wo.)IT | Sony Music  |

## Belege
1. ↑  Enrico Papi adesso canta: ecco “Mooseca”, il primo singolo. In: TGcom24.it. Mediaset, 26. April 2017, abgerufen am 2. Mai 2017 (italienisch).
2. ↑  Archivio classifiche Top Digital. FIMI, abgerufen am 22. Mai 2017 (italienisch).

| Personendaten    | Personendaten                  |
| ---------------- | ------------------------------ |
| NAME             | Papi, Enrico                   |
| KURZBESCHREIBUNG | italienischer Fernsehmoderator |
| GEBURTSDATUM     | 3. Juni 1965                   |
| GEBURTSORT       | Rom                            |